# Suureranna neem
Suureranna neem är en udde på Dagö i västra Estland. Den ligger i Dagö kommun i landskapet Hiiumaa (Dagö), 150 km väster om huvudstaden Tallinn.
Den ligger på södra sidan av halvön Kõpu poolsaar som utgör Dagös västra arm ut i Östersjön. Åt väster ligger bukten Kaleste laht och öns västligaste udde, Dagerort. Åt öster ligger bukten Mardihansu laht. Nära udden ligger en by med samma namn, Suureranna. Närmaste större samhälle är Hohenholm, 15 km nordost om Suureranna neem. 